# Koszęcin
Koszęcin (in tedesco Koschentin) è un comune rurale polacco del distretto di Lubliniec, nel voivodato della Slesia.
Ricopre una superficie di 129 km² e nel 2004 contava 11 453 abitanti.